# Вильям Пертский
Вильям Пертский или Вильям Рочестерский (англ. William of Perth, William of Rochester, XII век, Перт, Перт-энд-Кинросс — 1201, Рочестер, Кент) — шотландский мученик, покровитель приёмных детей. Святой Римско-католической церкви.

## Биография
О жизни Вильяма известно немного. Он родился в Перте, в то время одном из главных городов Шотландии. В юности был несколько необузданным, но, достигнув зрелости, всецело посвятил себя служению Богу. Пекарь по профессии (в некоторых источниках рыбак), он отдавал каждую десятую буханку беднякам.
Ежедневно посещал мессу и однажды утром, ещё до рассвета, нашёл на пороге церкви брошенного ребёнка, которого приютил и обучил своему ремеслу. Позже он принёс обет посетить святые места и отправился в путь со своим приёмным сыном, которого прозвали «Давид-подкидыш» (гэльск. Cockermay Doucri). Они пробыли в Рочестере три дня и на следующий день отправились в Кентербери (а оттуда, возможно, собирались в Иерусалим). Однако Давид повёл своего благодетеля якобы коротким путём, ударил его по голове, перерезал горло и ограбил.
Тело обнаружила местная сумасшедшая, которая сплела венок из жимолости и возложила её сначала на голову мертвеца, а затем на свою собственную, после чего безумие её покинуло. Услышав её рассказ, монахи Рочестера отнесли тело Вильяма в собор и там похоронили его. Его почитали как мученика, поскольку тот совершал паломничество по святым местам. После чудесного исцеления душевнобольной и других чудес, он был провозглашён местными жителями святым.

## Прославление
В 1256 году епископ Рочестерский добился канонизации Вильяма от папы Александра IV. Его усыпальница в Рочестерском соборе стала популярным местом паломничества, уступая лишь гробнице святого Фомы Кентерберийского. В то же время на месте убийства была выстроена небольшая часовня, руины которой можно увидеть недалеко от старой больницы Святого Вильяма.
В 1300 году пожертвования на святыню делал король Эдуард I, в 1352 году — королева Филиппа. В 1399 года папа Бонифаций IX выдавал индульгенцию тем, кто посещал святыню и подавал милостыню в определённые дни.
День поминовения — 23 мая.
Является покровителем приёмных детей. В фильме «Святой Винсент» святой Вильям упоминается в школьном докладе одного из главных героев, Оливера, которого самого усыновили.